# زمینه‌یابی شکست تحصیلی کودکان
زمینه‌یابی شکست تحصیلی کودکان (به انگلیسی: How Children Fail) کتابی است نوشته جان هالت که امروزه در رشته تعلیم و تربیت کلاسیک به حساب می‌آید. این کتاب در سال ۱۹۶۴ میلادی چاپ شده و در سال ۱۹۸۲ پس از تجدید نظر به چاپ مجدد رسید.
این کتاب توسط مهشید فروغان به فارسی برگردانده شده‌است.